# Daniel Fernández Crespo
Daniel Fernández Crespo (Libertad, 28 aprile 1901 – Montevideo, 28 luglio 1964) è stato un politico uruguaiano.
È stato presidente del Consejo Nacional de Gobierno (carica che sostituì quella della Presidenza della Repubblica) dal 1º marzo 1963 al 1º marzo 1964.